# Unter dem Freiheitsbaum
Unter dem Freiheitsbaum ist ein 1922 erschienener Roman der deutschen Schriftstellerin Clara Viebig. Hauptfiguren der Geschichte, die sich um 1800 im Rheinland zuträgt, sind die Räuber Johannes Bückler, genannt „Schinderhannes“ und Hans Sebastian Nikolai, ein Schmied aus Krinkhof in der Eifel. Neben den Taten der beiden Räuber und ihrer Banden zeichnet Viebig die Verworrenheit der nachrevolutionären Verhältnisse nach, unter der die Bevölkerung leidet, die den Kriminellen hingegen gute Gelegenheit gibt, die Situation zu ihrem Vorteil auszunutzen.

## Handlung
Im französisch besetzten Trier wird im Jahr 1796 das vierte ‚Fest der Gründung der Französischen Republik‘ gefeiert: „Auf dem Hauptmarkt, auch auf den Domfreihof, vor dem Justizgebäude ragt ein Freiheitsbaum – junge, schlanke Eichen von Eifelhöhen.“ Das Volk profitiert freilich nicht immer von den Segnungen des politischen Umbruches, sondern es leidet unter den politischen, ökonomischen und sozialen Verwerfungen einer Zeit, die voll ist von „Blut […] in der Mosel und Seuche und Hunger an beiden Ufern und wenig Barmherzigkeit.“ Während sich die älteren Trierer kaum mit dieser Situation abfinden können, halten die Jüngeren sie für völlig normal:

„Sie hatten ja das Leben nie anders gekannt: Lärm auf den Straßen, Abteilungen französischer Soldaten, die an die Türen schlugen, auf Leiterwagen davonführten, was sich noch von Schuss- und Hiebwaffen in den Häusern befand, und auch das mit sich nahmen, was Einzelne, die geflüchtet waren, wie Verwandten und Freunden […] zurückgelassen hatten. Freiheit, Gleichheit, Brüderlichkeit – Todesstrafe für den, der etwas einbehielt.“

Die folgende Erzählung besteht aus drei Hauptsträngen mit einigen Nebenhandlungen. Zahlreiche Nebenfiguren präzisieren das dargestellte Bild oder beobachten es aus einer Randperspektive, so die Soldaten, jüdische Händler, Bauern oder die Stadt- und Landbevölkerung.
Der erste Hauptstrang handelt von Johann Bückler, dem Schinderhannes, der sich selbst auch als „Johannes Durchdenwald“ bezeichnet, und von dessen Braut, der Bänkelsängerin Julchen Bläsius. In der Geschichte Julchens spiegelt sich beispielhaft das Schicksal von Familien in dieser Zeit:

„Mein‘ Vatter hat man gehängt auf der rechten Rheinseit, meinen Bruder geköppt auf der linken Rheinseit, von meiner Mutter weiß ich nit, ist die auch tot, oder sitzt sie im Spinnhaus.“

Hannes, der zwar als ein berüchtigter Räuber bekannt ist, kann insbesondere gegenüber seinem Julchen sehr „großmütig sein.“ Er weiß rauschende Feste zu feiern, wie auf dem Hof Kallenfels bei Kirn im Hunsrück, wobei er allerdings von den Juden der Umgebung Schutzgelder erpresst. Diese verwendet er zur Finanzierung seiner Feiern und vor allem dazu, Julchens Wünschen nachzukommen. Dennoch ist die Beziehung der beiden durch zahlreiche Eifersüchteleien gekennzeichnet, denn Hannes ist aus früherer Zeit auch mit Amie, der Tochter der Butzliese, die an der Rückwand des Trierer Doms ein Huren- und Hehlergewerbe betreibt, verbunden. Letztlich nimmt aber Julchen als Mutter seines Kindes eine wichtige Rolle im Leben des Bückler ein. Sie ist auch ein Gegenpol zu seiner Mutter, die die Taten des Sohnes abscheulich findet und ihm mehrfach ins Gewissen redet:

„Kehr um, noch is et Zeit, du bist ja noch jung, kannst noch anders werden. Erbarm dich, um deiner Ruh auf Erden und um meiner himmlischen Seligkeit willen!“

Im zweiten Erzählstrang ist Hans Bast Nikolai die wichtigste Figur, der Schmied und Räuber aus Krinkhof bei Bad Bertrich, der überdies einen Ruf als Wunderdoktor erworben hat. Der ehemalige Flügelmann der Kurtrierer Garde hasst die Welt, seit man ihn wegen einer Liebelei mit der Frau seines Vorgesetzten verurteilt hat. Während die Frau keine Strafe erhielt, da sie vorgab, Hans Bast habe ihr Gewalt angetan, musste er Spießruten laufen und wurde anschließend in Unehren entlassen. Dies macht ihn zu einem Zweifler:

„Ein Schritt vom Weg, man find’t nie mehr zurück […] Ich pfeif auf das, was sie Recht nennen – Recht und Gesetz. All das haben sich die zurecht gemacht, die zu brechen und zu beißen haben, und die vornehm sind, die nit ins Elend gehen mussten […] Mit Fingern haben sie auf mich gezeigt, hinter mir hergepfiffen. Ich hör‘ es noch!“

Mit seiner Tochter Maria ist Hans Bast in einer problematischen Beziehung verbunden. Er hat ihre Mutter wenig geliebt; außerdem dient die einsame Krinkhofer Schmiede als Unterschlupf und Ausgangspunkt von Raubzügen der sogenannten Moselbande. Seine Tochter gibt Hans Bast deshalb als Magd zur Butzliese, einer alten Freundin, bei der auch Bückler und seine Männer verkehren. Eines Nachts erschlägt der Iltis-Jakob, ein Räuber der Bande, im Haus der Butzliese einen Verehrer seiner freizügigen Frau Anne. Bei einer Polizeikontrolle wird Bückler von Maria durch einen verborgenen Gang im Dom in Sicherheit gebracht, nicht ohne dass dieser versucht, sich das Mädchen zu Willen zu machen. Sie wehrt aber erfolgreich ab.
Maria gibt ihren Dienst in dem zweifelhaften Haus auf und kehrt zu ihrem Vater zurück. Auf dem Weg in die Eifel wird sie von dem in französischen Diensten stehenden General d’Aubray vergewaltigt. Die gedemütigte Maria findet letztlich in Martin, dem Sohn des Müllers am Üßbach, einen verständnisvollen Freund. Zunächst als Magd auf der Mühle und von der Mutter trotz ihres ‚Makels‘ anerkannt, es entwickelt sich eine zarte Liebesbeziehung, und Maria wird nach einigem Zögern die Ehefrau von Martin.
Ein dritter Erzählstrang dreht sich um die Figur des Friedensrichters Friedrich Adami, der in Lutzerath sein Amt ausübt. Der Beamte, der in besonderer Weise von dem Unwesen der Räuberbanden betroffen ist, reflektiert über die mangelnde Rechtssicherheit:

„War es nicht trostlos, dass zu dieser Zeit und in diesem Lande, das halb französisch war und halb deutsch, die Gerechtigkeit hin und her gerissen wurde wie ein Hampelmann? Was heute Gesetz war, wurde morgen wieder umgestoßen. […] Und wie konnte eine Justiz durchgreifen, die in jedem Kanton eine andere war […]. Gleiche Gerechtigkeit für alle – so hieß es – in den Wäldern knallten die französischen Herren das Wild herunter, aber der arme Bauer, der sich, getrieben vom Hunger, ein Häslein in der Schlinge fing, wurde gleich in Ketten gelegt. Das schaffte Verbitterung […] Oh, es war jetzt eine Zeit, die einem Menschen, der die Ordnung liebte und die Gesittung, verrückt machen könnte!“

Adami ist mit der Trierer Bürgermeisterstochter Susette Gontard verlobt, aber seine Absichten werden durch die Leichtsinnigkeit der Verlobten zunichtegemacht. Ihr wird eine Beziehung mit d’Aubray zum Verhängnis. Während Suschen sich für ein Leben im Kloster entschließt, fordert Adami in seiner Enttäuschung d’Aubry zum Duell. Dieser flüchtet, getarnt als ‚Marquis de la Ferrière‘, und lässt dabei zusätzlich die Regimentskasse mitgehen. Der um seine Satisfaktion betrogene Adami widmet sich verstärkt der Erfassung des Schinderhannes. Sein Motiv:„Oh, es war weit gekommen mit den Leuten, sie wussten nicht mehr, was gut und böse war! Die Bauern leisteten dem Bückler Vorschub, die Damen erzählten sich pikante Anekdoten von ihm.“
Adami versucht, über Hans Bast den Aufenthaltsort Bücklers zu erfahren, wobei er die Involvierung des Krinkhofers in das Bandenwesen nur ahnen kann. Sein Glaube an die Freiheit ist erschüttert; er hofft auf eine Besserung durch Bonaparte:

„Die Republik, die den Freiheitsbaum aufgepflanzt, hatte Altes umgerissen, aber das Neue, das sie dafür hingestellt, hatte nur lose Wurzeln. […] käme nur ein Sturmwind und bliese den wurzellockeren Freiheitsbaum um! […] Nie waren Menschen unfreier gewesen. Aber noch in Jahrhunderten würde das Volk ja das große Wort ‚Freiheit‘ nicht verstehen. Und Gleichheit? Einer wie der andere trieb dahin in der Gier nach genießen – nur darin war Gleichheit. Und Brüderlichkeit? Kain schlug den Abel tot – der Besitzlose griff ‚brüderlich‘ nach dem, was der Besitzende sich durch fleißige Arbeit erworben hatte.“

Die einzelnen Handlungsstränge werden zusammengeführt, als der flüchtige d’Aubry sein fußlahmes Pferd bei Hans Bast behandeln lassen muss. Maria erkennt den Übeltäter und offenbart ihrem Vater dessen Schandtat. Hans Bast sinnt auf Vergeltung und lockt den falschen Marquis in eine Falle der Schinderhannes-Bande am Reiler Hals; anschließend ersticht er den Peiniger seiner Tochter. Bückler, bekleidet mit der erbeuteten Uniform d’Aubrys, lässt sich indessen in Cochem, als Marquis feiern und bewirten. Er ahnt nicht, dass Hans Bast zur gleichen Zeit Adami über den Mord an d’Aubry informiert, als Mörder aber ihn, Bückler, angibt.
Im Zusammenhang mit dem unaufhaltsamen Aufstieg des Napoleon werden Bürgerwehren gebildet, welche die Räuber ergreifen sollen. Hannes legt sich vorsichtshalber eine Identität als fahrender Krämer unter dem Namen Jakob Ofenloch zu. Die Geburt seines und Julchens Sohnes, des Hanneschen, hält ihn nicht davon ab, die französische Tänzerin Cecile Vestris zu entführen. Eine gemeinsam verbrachte Nacht wird von dem eifersüchtigen Julchen gewaltsam beendet.
Ein Überfall der Moselbande auf die Üßmühle führt dazu, dass Maria sich Adami anvertraut. Dies führt letztlich zur Ergreifung von Hans Bast und Bückler. Die beiden Räuber werden nach Koblenz und nach Mainz verbracht.
Auch in Koblenz steht ein Freiheitsbaum, der viel gelitten hat:

„Nun stand der schon manches Jahr hier – […] aber viel größer geworden war der Baum noch nicht. Trotzdem ein Gitter ihn umgab zur Schonung, waren Kinder hinübergeklettert, unnütze Hände hatten am Stämmchen gerüttelt – „Maikäfer flieg!“ – und hatten Namen eingekerbt in seine Rinde. Wie spärlich und welk schon sein Grün hing, schlaff an unkräftigen Ästen! […] Der arme Baum, verstaubt an der staubigen Straße, würde eingehen.“

Johannes Bückler und Hans Bast Nikolai enden letztlich in Mainz und in Koblenz unter der Gouillotine.

## Zum Stoff
Clara Viebig erklärt, sie habe die Inspiration zu ihrem historischen Roman bei einer Wanderung zum Reiler Hals und den Erzählungen ihres Führers zum dortigen Bandenwesen erhalten. Wegen ihres Interesses an der Psychologie von Kriminalfällen habe sie ihre Aufmerksamkeit allerdings eher vom Schinderhannes auf Hans Bast gelenkt:

„Mehr als von dem populären Schinderhannes, der es verstand sich durch […] seinen rheinischen Humor Sympathien zu sichern, wurde ich von seinem Gegenstück Hans Bast angezogen, dem dunklen Schmied von Krinkhof, legendenumworben, der kriminell wurde, weil man ihm die Ehre geraubt hatte.“

Viebig hat das vorhandene Quellenmaterial mit großer Sorgfalt durchgearbeitet, sich jedoch die Freiheit genommen, Figuren und Handlung in künstlerischer Absicht umzuarbeiten.

## Interpretationsansätze
Über die Räubergeschichte hinaus widmet sich Viebig dem Problem der Schuld und der Frage: „Wo fängt das Verbrechen an?“ in einer verworrenen, kriminellen Zeit, in der insbesondere sozialen Randfiguren nur die Möglichkeiten einer ‚Karriere‘ außerhalb der gesellschaftlichen Norm offenstanden. Wie das Schicksal Bücklers zeigt, gab es für den Sohn eines Abdeckers keine großen Perspektiven. Das Thema der Schuld gerät insbesondere bei der Beurteilung der Hinrichtung von Hans Bast in den Fokus der Betrachtung, dessen Untat als Rächer am Ungemach seiner Tochter durchaus motiviert und nachvollziehbar ist.
Dieses Thema wird entfaltet vor dem historischen Panorama der Revolutionskriege und der vornapoleonischen Zeit, in der es sich räubert und plündert, „gemütlich unter dem Freiheitsbaum, unter der freiesten Verfassung der Welt.“ Die Enttäuschung über die fehlgeleiteten Werte der Französischen Revolution wird durch Adami zusammengefasst in dem Ausspruch: „Die Göttin der Vernunft hatte nicht Vernunft gelehrt, nur Unvernunft.“

### Gestaltung der historischen Figuren
Viebigs Abweichung von historischen Gegebenheiten bzw. ihre Umgestaltung der Figuren weg von den entstandenen Klischees der Kolportageromane ist nicht immer auf Zustimmung gestoßen. Offenbar enttäuschte sie dadurch bei ihrem Lesepublikum dessen Erwartungen über das gewohnte Bild der romantisch-grausamen Räuber.
In ihrer Interpretation der Geschichte begreift die Schriftstellerin die Figur des Hans Bast als einen Verbrecher aus verlorener Ehre, während Bückler eher als Strauchdieb und Frohnatur gestaltet ist, der sich niemals von den Ermahnungen der Mutter wie auch Julchens ganz emanzipieren kann. Kritik wird insofern geübt, als Bückler, nicht zuletzt wegen des immer nörgelnden oder eifersüchtigen Julchens, zu negativ gezeichnet, werde, zumal an jeden seiner Eulenspiegeleien und Streiche die Autorin „einen erschreckenden Schluss“ angehängt habe. Dadurch würdige Clara Viebig nicht genügend „die Eigenschaften, die Hannes zum Volkshelden“ gemacht hätten, schließlich sei er „der populärste Räuber um 1800“ in Deutschland gewesen.
Auch wird Kritik daran geübt, dass Viebig keine ‚normativ triftigen Erzählung‘, in der die Wertungen von Personen und Verhältnissen historisch gerecht seien, angefertigt hätte. Insbesondere werde die Ausgestaltung der Räuberfiguren und die teilweise negative Darstellung der Figuren der Juden den historischen Tatsachen nicht gerecht. Zudem trete die Figur der Maria „derart poetisch konstruiert auf, dass sie feenhaft irreal“ erscheine.
Indes ist festzustellen, dass gerade diese Variation der Figuren und deren Handlungen die Qualität von Viebigs Romanes ausmacht. Die Konstruktion der Personenkonstellationen offenbart, dass Viebig geschickt mit den gängigen Klischees über den Schinderhannes und seine Bande bricht und gerade dadurch den gesamten bekannten Stoff auf eine neue Ebene setzt.
Gudrun Loster-Schneider stellt in ihrer ausführlichen Reflexion über die Gestaltung von Geschichte in historischen Romanen der 1920er Jahre fest, Viebig verschiebe „Motive interfigural“, um diese „sinnhaft zu interpretieren“ und damit jegliches Klischee aufzubrechen. Sie stellt ebenfalls die Veränderung Julchens zur Kriminalität und die Einführung der Mutterfigur von Bückler fest, auch die Aufspaltung der Figur der Butzliesen-Amie in Mutter und Tochter wie auch die veränderte Darstellung von Hans Bast wird vermerkt. Loster-Schneider sieht dies zum einen motiviert in Viebigs Bestreben, den historischen Romanstoff zum einen der der naturalistischen Theorie anzupassen und „serielle Gewalt genealogisch oder individual- und familienpsychologisch zu motivieren.“ Gleichzeitig nutze Viebig aber das umgestaltete breite weibliche Figurenrepertoire gerade dazu, um jegliches traditionelle Stereotyp aufzubrechen und zu entkräften. Demnach sei es bei Viebig Methode, dass sich die Bürgermeisterstochter „ebensowenig rollenkonform wie die unterbürgerliche Bänkelsängerstochter und Räuberbraut“ verhalte, ebenso wie es sinnvoll erscheint, dass ‚Mordbrennerstochter‘ und Judenmädchen „umso normgerechter“ seien.
Der politische Diskurs werde ebenfalls mit der Einführung der Figur des Adami aufgebrochen. Dieser müsse sich eingestehen, dass sein Charakter schlechter sei als der des liebenden Müllerssohns Martin; auch verhalte sich Adami kaum besser als Hans Bast, den er hinrichten lassen muss „für einen Mord, zu dem er, im geregelten Tötungsritual des Duells, selber bereit gewesen wäre.“ Der „aufgeklärte, bürgerliche Humanist“ erkennt hier seinen „eigenen erfolglosen Tötungswunsch“ und in Martin „den moralisch Überlegenen,“ daraufhin breche „Adamis Identität zusammen.“
Viebigs Erzählweise, mit „gedoppelte[n] Perspektiven“ und „‘unordentlichen Erzählverhältnisse[n],“ sei demnach gezielt das „Werk eines ironischen Textsubjektes.“, mit dem die Schriftstellerin Position beziehe „gegen die historischen Romane der ‚Konservativen Revolution.‘“
Viebigs Dichtung wird ebenfalls als „frei von antifranzösischer Voreingenommenheit“ bewertet. Die Untersuchung der Räuber-Literatur im Wandel der Zeiten, seit dem Drama „Die Räuber“ von Friedrich Schiller bis zum Schinderhannes, zeichne Viebigs Roman als „eine singuläre Erscheinung“ aus. Bei einer Figur wie dem Schinderhannes, die häufig zu nationalistischen oder chauvinistischen Zwecken missbraucht worden sei, verzichte Viebig „weitgehend auf Feindbilder“ und stelle „das transindividuell und transnational Franzosen und Deutsche Verbindende in den Vordergrund“, Dies sei im Jahr 1922 „keineswegs selbstverständlich“ gewesen und zeugt vom humanistischen Potential, das Clara Viebig selbst in eine Räubergeschichte einzubringen weiß.

### Handlungsführung und Stil
In Werkbesprechungen wird die Handlung des Romans als „straff“ und „mit Leichtigkeit geschrieben“ bewertet. Sie sei ein Erfolg, „eine Vielzahl inhaltlicher Elemente narrativ triftig zum einem Sach- und Sinnganzen zusammenzufassen.“
Zwar sei die Handlung „reichlich romantisch“, jedoch vermeide Viebig gerade dadurch das Kolportagehafte einer hohlen „Abenteuerei“. Hinzu treten zahlreiche Dialoge, teilweise in dialektaler Färbung, wie auch Monologe in erlebter Rede über die Zustände der Zeit, die insbesondere Friedensrichter Adami mit sich selbst führt. Diese und das sukzessive Aufgreifen des sich zum Negativen ändernden Freiheitsbaums, verleihen dem Roman eine reflexive Dimension, die vom reinen Unterhaltungsroman wegführt.

## Interesse an der Schinderhannes-Figur in den 1920er Jahren
Mit der Gestaltung des Schinderhannes-Stoffes gestaltet Clara Viebig nicht nur eine historische Geschichte, sondern sie nimmt darüber hinaus Bezug auf ihre Gegenwart in den 1920er Jahren, ebenfalls eine nachrevolutionäre Zeit. Beim Studium der Quellen habe sich ihr „ein stechendes Bild, das mehr als eine beängstigende Affinität mit unseren Tagen zeigt,“ aufgetan. Sie überlässt allerdings „dem Leser die Mühe, eine Parallele mit der gegenwärtigen Zeit zu ziehen.“
Neben der Hinweisen in den autobiographischen Zeugnissen von Viebig selbst wurde früh auf die Ähnlichkeit der historischen Umstände zur Zeit Bücklers und der Entstehung des Romans in den 1920er Jahren und der französischen Besetzung des Rheinlandes hingewiesen. Eine Parallele besteht darin, dass „die Revolution […] alles Alte umgerissen“ habe, das Neue aber „keine Wurzeln“ hat. Demnach wird Viebigs Roman von Aust als ihre „stärkste historische Parabel auf die Krisen der frühen Moderne“ bezeichnet, da die Schriftstellerin „kritisch die Gegenwart der Nachkriegszeit, Revolution und jungen Republik ins Auge“ fasse. In der Zeichnung des ‚wilden Durcheinanders‘ des Bandenwesens entdecke sie in den „‘Kollateralschäden‘ der neuen Umbruchszeit mit nahezu visionärer Begabung eine Gefahr, deren mörderische Zukunft unmittelbar bevorsteht.“

## Rezeption
Viebig hat den Schinderhannes-Stoff, der lange als Vorlage für die Abfassung nichtliterarischer Unterhaltungswerke diente, wieder „in die Sphäre der Literatur“ gehoben´und die „bis dahin wertvollste dichterische Behandlung“ des Stoffes vorgelegt. Zudem sei durch sie die wissenschaftliche Beschäftigung mit dem Räuber aus dem Soonwald neu belebt worden.
Kurz nach der Erstveröffentlichung im Jahr 1922 war das Interesse an dem Roman so rege, dass der Roman von der Deutschen Buchgemeinschaft, ein Jahr später von der DVA (1923) erneut aufgelegt wurde. Anlässlich der Jahrtausendfeier im Hunsrück erschienen Auszüge, bevor das Interesse nachließ. Hierzu mag insbesondere, neben der Bearbeitung des Stoffes durch andere Schriftsteller, insbesondere die Veröffentlichung des Theaterstückes Schinderhannes von Carl Zuckmayer im Jahr 1927 beigetragen haben. Abgesehen davon, dass Zuckmayer die Hauptfigur als einen sympathischen Volkshelden südwestdeutscher Prägung zeichnet, lässt sich ein Schauspiel publikumswirksam vermarkten: Im gleichen Jahr fand im Theater die Uraufführung statt, ein Jahr später wurde die Vorlage verfilmt.
Ein Interesse an Viebigs Bearbeitung des Stoffes entstand erst wieder im Zuge der Clara-Viebig-Renaissance ab 1997, als der Roman in Fortsetzungen in der Rhein-Zeitung abgedruckt, vom Rhein-Mosel-Verlag zweimal erneut aufgelegt und 2006 als Hörbuch vertont wurde.

## Ausgaben

### Printmedien
- 1922: 1.–10. Aufl., Stuttgart: DVA [384 S.] (von der 1. Aufl. wurden 50 Exemplare auf Büttenpapier gedruckt; von der Verfasserin gezeichnet).

- um 1922: Deutsche Buch-Gemeinschaft: Berlin [372 S.].

- 1923: Stuttgart: DVA, 11.–15. Aufl. [384 S.] (v. der 2. Aufl. wurden 100 Exemplare auf Büttenpapier gedruckt; von der Verfasserin gezeichnet).

- 1925: Auszug ‚Schinderhannes und seine Mutter‘, in: Hunsrücker Heimat. Festnummer der Hunsrücker Erzähler zur Jahrtausendfeier, hrsg. v. Karl Wagner, Simmern: Böhmer (25–27).

- 1925: Auszug ‚Beim Schinderhannes‘, in: 1000 Jahre rheinische Dichtung, hrsg. und eingel. v. Richard Wenz, Köln 1925 (262–268).

- 1997: Auszüge ‚Die Moselbande und der Schinderhannes‘, in: Chronik Hontheim mit den Ortsteilen Krinkhof, Wispelt, Bonsbeuren, hrsg. v. Manfred Aretz, Hontheim, o. V. (62–65).

- 1997: Roman in 75 Fortsetzungen, in: Rhein-Zeitung Koblenz vom 13. März – 25. Juni 1997.

- 1997: Briedel: RMV, 1. Aufl. [263 S.].

- 2003: Alf: RMV, 2. unveränd. Aufl. [263 S.].

- 2003: Auszug, Titel: ‚Schinderhannes‘ in: Räubergeschichten, hrsg. v. Heiner Boehncke und Hans Sarkowicz, Frankfurt am Main: Insel (139–157).

### Tonträger
- 2006: Daun: Radioropa Hörbuch, gesprochen von Stefanie Otten.

### Übersetzungen
- 1922: Onder den vrijheidsboom! (niederländ. ›Unter dem Freiheitsbaum‹), übers. v. J.P. Wesselink-van Rossum, Amsterdam: Meulenhoff [333 S.].

- 1924: совиное гнездо; Sovinoe gnezdo (russ. ›Unter dem Freiheitsbaum‹; ›Eulennest‹), übers. v. A. J. Ostrogorskoj und N. Rudina Ostrogorskaja, Moskau: Petrograd [215 S.].

- 1926: Auszug, Titel: Le forgeron de Krinckhof (frz. ›Der Schmied von Krinkhof‹), in: La Revue Rhénane (Rheinische Blätter), mars-avril 1926 (50–53).

- 1928: Sous l’arbre de la liberté (französ. ›Unter dem Freiheitsbaum‹), übers. v. Joseph Delage, Paris: Attinger [319 S.].